# Boks na Igrzyskach Panamerykańskich 2015
Boks na Igrzyskach Panamerykańskich 2015 odbywał się w dniach 18–25 lipca 2015 roku w Oshawa Sports Centre w Oshawa. Sto dwadzieścioro zawodników obojga płci rywalizowało łącznie w trzynastu konkurencjach.

## Podsumowanie

### Klasyfikacja medalowa
| Klasyfikacja medalowa | Klasyfikacja medalowa | Klasyfikacja medalowa | Klasyfikacja medalowa | Klasyfikacja medalowa | Klasyfikacja medalowa |
| Miejsce               | państwo               | Złoto                 | Srebro                | Brąz                  | Razem                 |
| --------------------- | --------------------- | --------------------- | --------------------- | --------------------- | --------------------- |
| 1                     | Kuba                  | 6                     | 4                     | 0                     | 10                    |
| 2                     | Kanada                | 3                     | 0                     | 3                     | 6                     |
| 3                     | Stany Zjednoczone     | 2                     | 1                     | 2                     | 5                     |
| 4                     | Wenezuela             | 1                     | 2                     | 3                     | 6                     |
| 5                     | Meksyk                | 1                     | 1                     | 3                     | 5                     |
| 6                     | Kolumbia              | 0                     | 2                     | 3                     | 5                     |
| =                     | Dominikana            | 0                     | 2                     | 3                     | 5                     |
| 8                     | Argentyna             | 0                     | 1                     | 2                     | 3                     |
| 9                     | Brazylia              | 0                     | 0                     | 2                     | 2                     |
| =                     | Portoryko             | 0                     | 0                     | 2                     | 2                     |
| 11                    | Chile                 | 0                     | 0                     | 1                     | 1                     |
| =                     | Gwatemala             | 0                     | 0                     | 1                     | 1                     |
| =                     | Kostaryka             | 0                     | 0                     | 1                     | 1                     |
| Razem                 | Razem                 | 13                    | 13                    | 26                    | 52                    |

### Medaliści
| Konkurencja                       | 1. miejsce          | 2. miejsce           | 3. miejsce                             |           |
| Mężczyźni                         | Mężczyźni           | Mężczyźni            | Mężczyźni                              | Mężczyźni |
| --------------------------------- | ------------------- | -------------------- | -------------------------------------- | --------- |
| Kategoria papierowa (49 kg)       | Joselito Velázquez  | Joahnys Argilagos    | Yoel Finol Rivas Victor Santillan      |           |
| Kategoria musza (52 kg)           | Antonio Vargas      | Yosvany Veitía       | Céiber Ávila David Jimenez             |           |
| Kategoria kogucia (56 kg)         | Andy Cruz           | Hector Luis Garcia   | Kenny Lally Francisco Martinez         |           |
| Kategoria lekka (60 kg)           | Lázaro Álvarez      | Lindolfo Delgado     | Kevin Luna Jose Rosario Garcia         |           |
| Kategoria lekkopółśrednia (64 kg) | Arthur Biyarslanov  | Yasniel Toledo       | Joedison Teixeira Luis Arcon           |           |
| Kategoria półśrednia (69 kg)      | Gabriel Maestre     | Roniel Iglesias      | Juan Solano Santos Alberto Palmetta    |           |
| Kategoria średnia (75 kg)         | Arlen López         | Jorge Vivas          | Misael Rodríguez Endry Saavedra Pinto  |           |
| Kategoria półciężka (81 kg)       | Julio César la Cruz | Albert Ramirez Duran | Juan Carlos Carrillo Rogelio Romero    |           |
| Kategoria ciężka (91 kg)          | Erislandy Savón     | Deivi Julio          | Sammy Elmais Miguel Véliz              |           |
| Kategoria superciężka (+91 kg)    | Lenier Pero         | Edgar Muñoz          | Cam Awesome Rafael Lima                |           |
| Kobiety                           |                     |                      |                                        |           |
| Kategoria musza (51 kg)           | Mandy Bujold        | Marlen Esparza       | Monica Gonzalez Rivera Ingrit Valencia |           |
| Kategoria lekka (60 kg)           | Caroline Veyre      | Dayana Sánchez       | Victoria Torres Mirquin Sena           |           |
| Kategoria średnia (75 kg)         | Claressa Shields    | Yenebier Guillén     | Lucía Pérez Ariane Fortin              |           |